# Aladdin (film, 1992)
Az Aladdin 1992-ben bemutatott amerikai zenés animációs fantasyfilm, amely az Ezeregyéjszaka meséiben szereplő Alá ad-Dín és a bűvös lámpa című mese alapján készült. Ez az Aladdin-trilógia első része. A 31. Disney-film rendezői és producerei Ron Clements és John Musker. A forgatókönyvet Ron Clements, John Musker, Ted Elliott és Terry Rossio írta, a zenéjét Alan Menken szerezte. A mozifilm a Walt Disney Pictures és a Walt Disney Feature Animation gyártásában készült, a Buena Vista Pictures forgalmazásában jelent meg.
Az Amerikai Egyesült Államokban 1992. november 25-én, Magyarországon 1993. december 3-án mutatták be a mozikban.
2019-ben jelent meg a film élőszereplős változata Guy Ritchie rendezésében.

## Cselekmény
A történet helyszíne Agrabah, egy titokzatos, meseszép arab birodalom, ahol az utcagyerek Aladdin él, kedves kis majom barátjával, Abuval. A főhős nem a tipikus utcagyerekek sorába sorolható. Szegény, de ugyanakkor rendkívül ügyes, jószívű és kedves. Az emberek azonban csak azt a tolvaj fiút látják benne, aki szinte már majdnem mindenkit megtréfált.
Jafar, a szultán udvari főtanácsosa, egy misztikus csodalámpa után kutat. Egy varázslat segítségével kideríti, hogy csakis egy valaki hivatott rá, hogy beléphessen a Csodák Barlangjába, ahol a lámpás van; és ez a valaki nem más, mint Aladdin. Aladdin rövidesen megismerkedik a szépséges Jázmin hercegnővel, a szultán lányával, aki az apja szigora  elől menekül (miszerint feleségül kell mennie az őt ostromoló kérők egyikéhez), ezért megszökött a palotából. Aladdin megvédi a lányt egy durva utcai árussal szemben, aki lopással gyanúsítja, majd egy csodás napot töltenek el kettesben, és fülig beleszeretnek egymásba. A palotaőrség azonban rájuk talál, Aladdint parancsra elfogják, Jázmint pedig visszaviszik a palotába.
Jafar öreg rabnak álcázva magát bejut a várbörtönbe, és megfűzi Aladdint, hogy tartson vele a Csodák Barlangjába. Megígéri, hogyha segít neki megszerezni a csodalámpát, annyi kincset talál magának a barlangban, amiről még csak nem is álmodott. Aladdin némi vonakodás után belemegy a dologba. A Csodák Barlangjában rá is talál a kissé ütött-kopott lámpásra, és egy varázslatos repülő szőnyegre is, azonban Abu megérinti a "tiltott kincset", amitől a barlang beomlani készül. Aladdin a repülő szőnyegen feljut felszínre, ahol Jafar elveszi tőle a lámpát, és a fiú megölésére készül, de Abu megmenti őt, és még a lámpát is visszaszerzi. Csakhogy végül mindketten visszazuhannak a barlang mélyére, ami betemeti őket, Jafar pedig eredménytelenül visszatér Agrabáhba.
A barlangban mélyén rekedve Aladdin kíváncsiságból megdörzsöli a lámpást, amiből kisvártatva előbújik a csodaszellem, az alakváltoztató és mókamester Dzsini, akinek kötelessége új gazdája három kívánságát teljesíteni. Aladdin trükkel ráveszi a dzsinnt, hogy vigye ki őket a barlangból, rájátszva, hogy így nem használ fel egy kívánságot. Amikor az első hivatalos kívánságára kerül sor, eszébe jut Jázmin hercegnő, akivel a piactéren ismerkedett meg. Hogy legyen esélye elnyerni a kegyeit, azt kívánja a dzsinntől, hogy legyen belőle igazi herceg. Aladdin rövidesen Ali Ababwa hercegként vonul be Agrabába, de Jázminnak az ifjú nem nyeri el a tetszését, azt gondolván, ő is csak egy újabb fennhéjázó alak, aki a kezére pályázik. Aladdin, hogy bebizonyítsa az ellenkezőjét, csodás kirándulásra viszi Jázmint a repülő szőnyegen, mely során a lány rájön, hogy a herceg ugyanaz a fiú, akivel korábban megismerkedett. Aladdin azonban azt hazudja, hogy ő mindig is herceg volt, csak épp utcai álruhát öltött, hogy kikerüljön az udvari élet szorításából. Jafar hamarosan rájön, hogy Ali Ababwa valójában Aladdin, és hogy az ő birtokában van a csodalámpa. Parancsára a palotaőrök elfogják Aladdint, és a tengerbe dobják, Dzsini azonban egy kívánság erejével megmenti a fiút. Bevallja, hogy nagyon megkedvelte őt, és a barátjává fogadja.
Jafar végül megszerzi a lámpát beszélő papagája, Jágó segítségével, és mérhetetlen, önző kívánságaival hamarosan átveszi az uralmat a birodalom fölött. Jázmin előtt kimutatja Aladdin valódi kilétét, majd varázslattal a sarkvidékekre száműzi a fiút, a szultánt és a hercegnőt pedig rabszolgájává teszi. Aladdin azonban a repülő szőnyegen visszatér Agrabába, ahol szemtől-szemben megküzd Jafar-ral. A varázsló mágia segítségével hajszálra van attól, hogy elvegye a fiú életét, Aladdin azonban az eszét használja fel ellene, fegyverként. Azt sugallja Jafar-nak, hogy a dzsinn sokkal hatalmasabb erejű nála, így a mértéktelen Jafar ekkor saját magát kívánja dzsinné, hogy még nagyobb erőre tegyen szert. Ám kisvártatva, Aladdin számításaihoz híven, egy lámpa foglya lesz, mert egy dzsinn nem rendelkezhet szabad hatalommal (ahogy Dzsini korábban közölte Aladdinnel a film során). A lámpába zárt Jafar, Jágóval együtt a kincses barlang mélyére kerül.
Aladdin bocsánatát fejezi ki Jázminnak, amiért hazudott. Jázmin megbocsát neki, a szultán pedig kijelenti, hogy a hercegnő mostantól ahhoz mehet feleségül, akihez akar, így Jázmin Aladdint választja hitveséül. A harmadik kívánságával Aladdin szabaddá kívánja Dzsinit, aki mindig is erről álmodott, majd sok boldogságot kívánva az ifjú párnak, hatalmas világ körüli útra indul...
Az utolsó jelenetben, Aladdin és Jázmin a szőnyegen közösen felrepül a csillagos égboltra, ezzel megkezdvén új életüket, miközben Dzsini a hold képében őrködik felettük.

## Szereplők
| Szereplő              | Eredeti hang                      | Magyar hang                       | Leírás |
| --------------------- | --------------------------------- | --------------------------------- | --- |
| Aladdin               | Scott Weinger Brad Kane (ének)    | Bolba Tamás Miller Zoltán (ének)  | Egy szegény, ám jószívű utcagyerek, a film főszereplője. A karakter meganimálását Glen Keane végezte. Hangját kezdetben, mind a beszéd és ének terén Brad Kane szolgálta, Scott Weingert akkor választották ki a szereplőnek, mikor egy házilag készült videóban hallották az édesanyjával folytatott dialógusokat, amiket felhasználtak az Aladdin és Dzsini közt zajló párbeszédek során. |
| Jázmin hercegnő       | Linda Larkin Lea Salonga (ének)   | Kocsis Judit Janza Kata (ének)    | Az agrabah-i birodalom gyönyörűséges hercegnője, aki saját maga, szabad akaratából szeretne férjhez menni. Meganimálását Mark Henn végezte. Az alkotók több mint kilenc hónapig kerestek számára megfelelő hangot, mígnem végül egy vágott hangminta után, Linda Larkint jelölték ki a szerepre. |
| Dzsini                | Robin Williams                    | Mikó István                       | A lámpás szelleme, egy komikus, szórakoztató, tréfás kedvű dzsinn, akinek legfőbb kötelessége gazdájának három kívánságát teljesíteni. Dzsini ennek ellenére szabadságra vágyik, és, hogy egyszer ő legyen a saját maga ura. Meganimálást Eric Goldberg végezte. Az alkotók kifejezetten Robin Williams-nek írták meg a szerepet, mikor eldöntötték, hogy Dzsinit afféle stand-up komikusként fogják feltüntetni a filmben. Úgy gondolták, ez a fajta karakter leginkább Williams-hez illik, akinek legalább olyan sokoldalú hangja van, mint amit kerestek. Dzsini azonban, minden szempontból korszakalkotó karakter volt a Disney-nél, hisz ő az első olyan figura, aki a humora nagy részét utánzásokból és paródiákból meríti. Többször bújik számtalan híresség képébe, (úgy mint Jack Nicholson, Woody Allen, Jay Leno, Peter Lorre, Sylvester Stallone, Arnold Schwarzenegger), valamint híres történelmi alakokat (William Shakespeare, Albert Einstein, Julius Caesar), Disney szereplőket (Mickey egér, Pinokkió, Pocahontas, Sebastin Rák, a Kis hableányból), és híres filmszerepeket is utánoz (Forrest Gump, Esőember, és Mrs. Doubtfire, ami Robin Williams egyik híres szerepe). |
| Jafar                 | Jonathan Freeman                  | Gáti Oszkár                       | A hataloméhes udvari varázsló, aki magának akarja a csodalámpát saját, önző kívánságai eléréséhez. Kezdetben Jafar karaktere ingerlékeny, és temperamentumos lett volna, de az alkotók végül úgy gondolták egy nyugodt, kimért főgonosz sokkal félelmetesebb lenne. Jonathan Freeman volt az első színész, akit meghallgattak a szereplő hangjának, és végül őt is választották ki, mivel a hangját nagyon "valósnak" ítélték meg. Animálást Andreas Deja végezte, aki később olyan híres Disney szereplőknek volt a vezető animátora, mint Az oroszlánkirály Zordonja, vagy a Herkules Hadésza. |
| Jágó                  | Gilbert Gottfried                 | Kassai Károly                     | Jafar ravasz, szarkasztikus, csípős csőrű papagája és legfőbb segítője. Animátora Will Finn volt. Jágót főképp hangadója Gilbert Gottfried után animálta meg, így készítette hozzá a keresztezett szemeket, és a fogakat, amely a csőre mozgatásakor többször feltűnik. |
| Narrátor / Utcai árus | Robin Williams Bruce Adler (ének) | Józsa Imre Zareczky Miklós (ének) | Egy arab utcai árus, aki a film elején meséli el a nézőknek Aladdin történetét. Hangját Robin Williams, énekhangját Bruce Adler szolgáltatta. |
| Szultán               | Douglas Seale                     | Benkő Gyula                       | Agrabah szigorú, ám vajszívű uralkodója, akinek legfőbb gondja, hogy nem tud megfelelő kérőt találni a lánya számára. Az alkotók elmondása szerint a szultánt nagyrészt, Óz, a nagy varázslóról mintázták. Animátora David Pruiksma volt. |
| Ahmed herceg          | Nigel Advalon                     | Gruber Hugó                       | Egy piperkőc herceg, aki Jázmin kezére pályázott. |
| Varázsszőnyeg         | nem szólal meg                    | nem szólal meg                    | Egy élő, érző szőnyeg, aki képes a repülésre. Animálását Randy Cartwright végezte, aki az egyetlen animátor volt, aki a kézzel rajzolt figurát, 3D-s elemekkel vegyítette. A szőnyeg animálása nagy kihívás volt, mivel a szereplő négyzet alakú, és pantomimmozgásokban fejezi ki magát, ezért Cartwright jórészt origamihoz hasonló mozgáselemekkel ruházta őt fel. |
| Abu                   | Frank Welker                      | saját hangján                     | Aladdin legközelebbi barátja, egy kis majom, aki imád minden csillogó, fénylő dolgot, mely olykor előny- máskor hátrányára válik. Az alkotók több hónapon keresztül tanulmányoztak igazi majmokat a San Francisco-i Állatkertben, vázlatokat, skicceket készítve, hogy Abu hiteles legyen a filmben. Animálást Duncan Marjoribanks végezte. |
| Rajah                 | Frank Welker                      | saját hangján                     | Jázmin hercegnő házi tigrise az agrabah-i palotán belül |
| Csodák Barlangja      | Frank Welker                      | Rajhona Ádám                      | Egy hatalmas, tigrisfejjel ellátott beszélő varázsbarlang, aki csupán egyetlen személyt tart rá érdemesnek, hogy belépjen a szentélyébe; akinek "szíve maga is kincs". Will Finn végezte főként digitális animálását. |
| Razoul                | Jim Cummings                      | Hollósi Frigyes                   | A palota őrség legfőbb parancsnoka. |
| Almaárus              | Jim Cummings                      | Uri István                        | Kereskedők Agrabah utcáin. |
| Ékszerárus            | Corey Burton                      | Gruber Hugó                       | Kereskedők Agrabah utcáin. |
| Gazeem                | Charles Adler                     | Botár Endre                       | Kisstílű tolvaj, akit Jafar küld be a Csodák Barlangjába, de végül csapdába esik, mert nem méltó a belépésre. |
| Déligyümölcsárus      | Charles Adler                     | Barbinek Péter                    | Kereskedők Agrabah utcáin. |
| Dinnyeárus            | Charles Adler                     | Hollósi Frigyes                   | Kereskedők Agrabah utcáin. |

## Betétdalok
| Magyar                     | Magyar                          | Angol                               | Angol                     |
| Dal                        | Előadó                          | Dal                                 | Előadó                    |
| -------------------------- | ------------------------------- | ----------------------------------- | ------------------------- |
| Ezeregy éj                 | Zareczky Miklós                 | Arabian Nights                      | Bruce Adler               |
| Hipp-Hopp                  | Miller Zoltán Bergendy-együttes | One Jump Ahead                      | Brad Kane Chorus          |
| Jóbarát                    | Mikó István                     | Friend Like Me                      | Robin Williams            |
| Ali herceg                 | Mikó István Bergendy-együttes   | Prince Ali                          | Robin Williams Chorus     |
| Egy új élmény              | Miller Zoltán Janza Kata        | A Whole New World                   | Brad Kane Lea Salonga     |
| Hamis Ali                  | Gáti Oszkár                     | Prince Ali (Reprise)                | Jonathan Freeman          |
| Egy új élmény (vége főcím) | Egy új élmény (vége főcím)      | A Whole New World (Aladdin's Theme) | Regina Belle Peabo Bryson |

## Kapcsolódó filmek
Aladdin 2. – Aladdin és Jafar (1994)
Az Aladdin és Jafar története ott folytatódik, ahol a kétszeres Oscar-díjas Walt Disney klasszikus, az Aladdin véget ért. A gonosz Jafar hatalmas erejű dzsinként tér vissza és hűségesnek nem mondható madarával, Jágóval szörnyű bosszút tervel Aladdin ellen. Aladdin azonban nem az a fiú, aki meghátrálna. Főleg, ha maga mögött tudhatja hűséges, kék Dzsinijének mókázását (aki visszatért világ körüli utazásáról), és a mesésen szép Jázmin hercegnő szerelmét, aki jóban-rosszban kitart mellette.
Aladdin 3. – Aladdin és a tolvajok fejedelme (1996)
Agrabah népe hét országra szóló lakodalomra készül. Aladdin és Jázmin hercegnő esküvője olyan mulatság lesz, amilyet még nem látott a világ! Ám az ünnepséget megzavarja a gonosz Kasszim és a negyven rabló érkezése. Midász kezét keresik, mely arannyá változtat mindent, amihez hozzáér. Aladdin kénytelen megküzdeni velük, s eközben különös és izgalmas kalandokba keveredik. Vele van régi társa, a jóságos Dzsini, akinek erejénél és ravaszságánál csak a jókedve nagyobb.

## Fogadtatás

### Bevételi adatok és kritikai visszhang
1992. november 25-én mutatták be a filmet, ami többnyire pozitív visszajelzéseket hozott. Negatívumok is érték a film készítőit, mégpedig arab nézők véleményében. Ők azt állították, hogy némi rasszizmust is véltek felfedezni a mese történetében. Mindezek ellenére Aladdin nagy bevételt hozott a Disney-nek.
Ez volt a legsikeresebb film 1992-ben, Amerikában 217 millió dollárt hozott a konyhára, míg világszerte 504 milliót.

### Díjak és jelölések
- 1993 – Oscar-díj – a legjobb eredeti filmzene – Alan Menken
- 1993 – Oscar-díj – a legjobb eredeti filmdal – Alan Menken, Tim Rice – "A Whole New World"
- 1993 – Golden Globe-díj – a legjobb eredeti filmzene – Alan Menken
- 1993 – Golden Globe-díj – a legjobb eredeti filmdal – Tim Rice, Alan Menken – "A Whole New World"
- 1993 – Golden Globe-díj – különleges díj – Robin Williams – "a szinkronizálásért"
- 1993 – Oscar-díj jelölés – a legjobb eredeti filmdal – Alan Menken, Howard Ashman – "Friend Like Me"
- 1993 – Oscar-díj jelölés – a legjobb hang – David J. Hudson, Terry Porter, Mel Metcalfe, Doc Kane
- 1993 – Oscar-díj jelölés – a legjobb hangeffektus vágás – Mark A. Mangini
- 1993 – Golden Globe-díj jelölés – a legjobb vígjáték vagy musical
- 1993 – Golden Globe-díj jelölés – a legjobb eredeti filmdal – Alan Menken, Howard Ashman – "Friend Like Me"
- 1993 – Golden Globe-díj jelölés – a legjobb eredeti filmdal – Alan Menken, Howard Ashman – "Prince Ali"